# Adhemarius rubricunda
Adhemarius rubricunda är en fjärilsart som beskrevs av Adolf G. Closs 1916. Adhemarius rubricunda ingår i släktet Adhemarius och familjen svärmare. Inga underarter finns listade i Catalogue of Life.